# SNCF
SNCF (Société Nationale des Chemins de fer Français) er et fransk statsejet jernbaneselskab. 
Selskabets linjer udgør 32.000 km, hvoraf de 14.500 km er elektrificerede og 1.800 km er til højhastighedstog og har i 2008 180.000 ansatte. 
SNCF blev oprettet i 1938 gennem nationaliseringen af landets fem største jernbaneselskaber.